# 센테르베

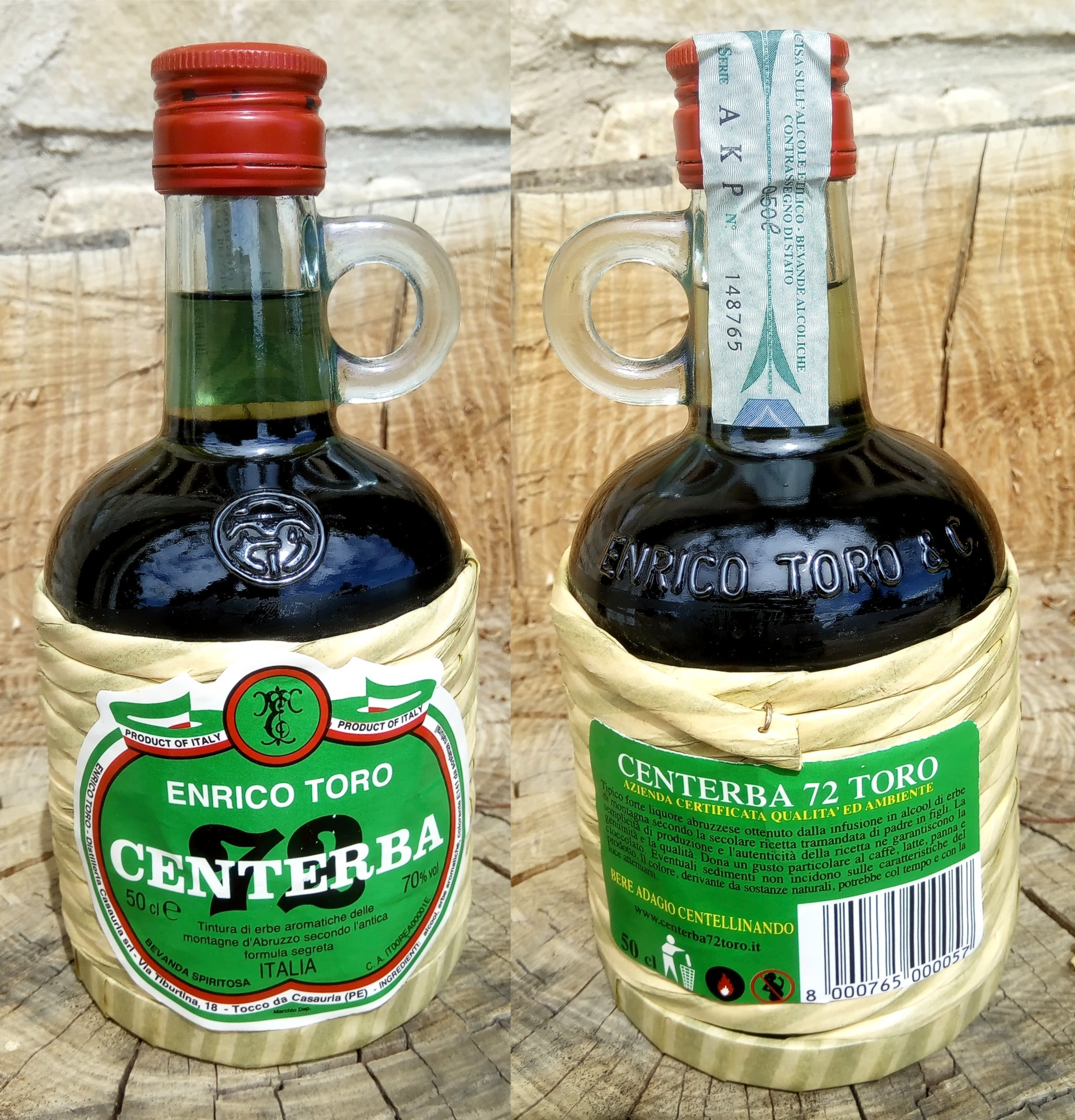

센테르베 (Centerbe, cento erbe)는 ‘100가지의 약초’라는 뜻을 지닌 이탈리아 전통 음료이다.
아브루초주에서 유래한 것으로 약초 성분을 지닌 풀을 우려서 만드는 것으로 알코올에 절여 먹는다. 알코올 농도가 상당히 높아서 농도가 30~75%까지 미친다. 집에서 만드는 센테르베는 오렌지잎이나 바질, 로즈메리, 세이지, 정향, 사프란, 박하, 레몬잎, 타임 등을 병에 넣고 잼을 부은 다음 알코올에서 함께 끓여 만든다. 질감을 내기 위해서는 30일 정도 계속 주기적으로 저어주면서 설탕 시럽을 넣어줘야 한다. 1개월이 지나가면서부터 센테르베는 소화에 특효인 본연의 맛과 효험을 갖게 된다.

## 같이 보기
- 샤르트뢰즈